# Russell Wong

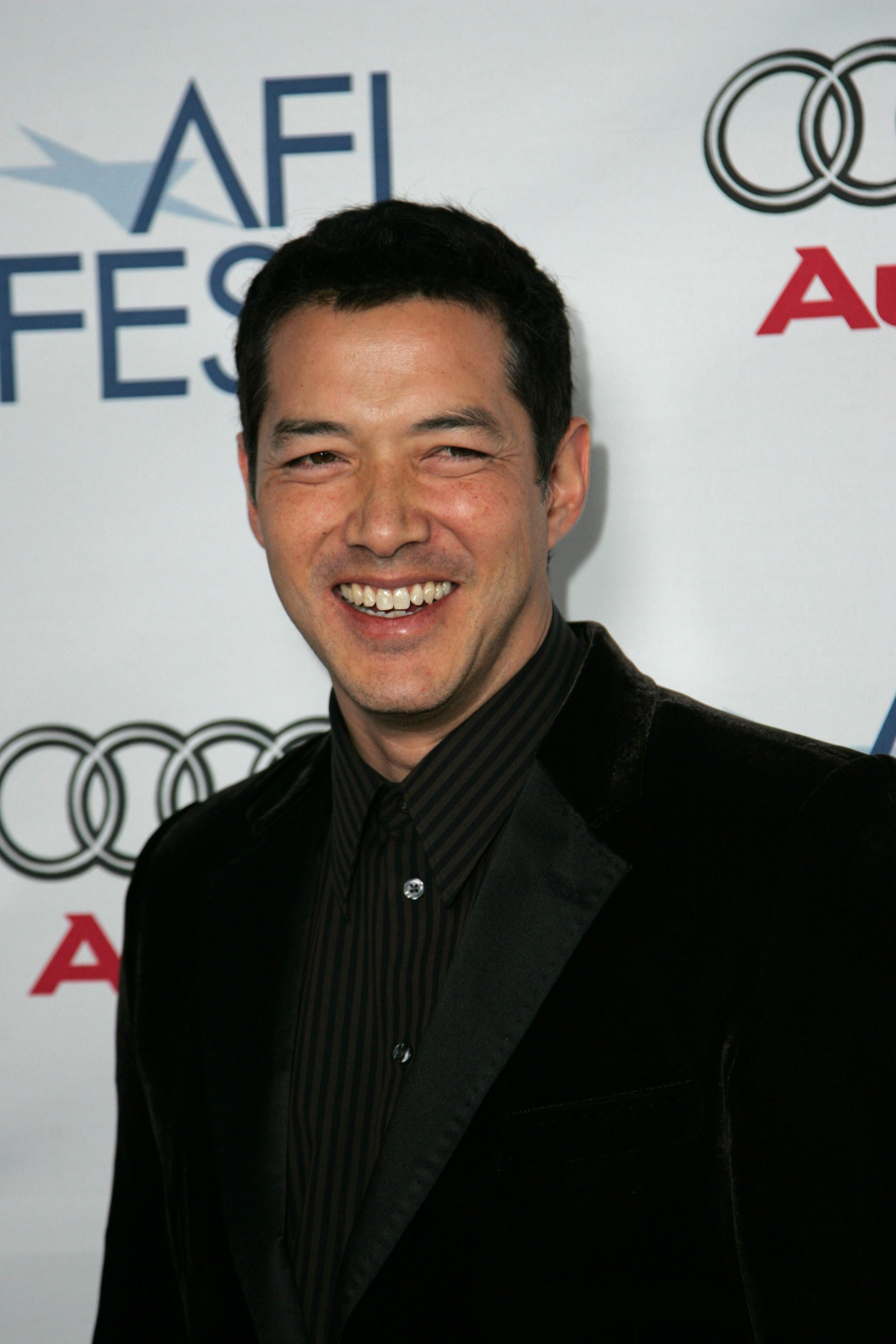
Russell Wong, 2009

Russell Wong (chinesisch 王盛德, Pinyin Wáng Chèngdé, Jyutping Wong4 Sing4dak1; * am 1. März 1963 als Jan-Tak Wong – 王慎德,  Wáng Shèngdé, Jyutping Wong4 San6dak1, kantonesisch Wong Jan-Tak in Troy, New York) ist ein US-amerikanischer Schauspieler und Fotograf. Russell Wong ist Michael Wongs älterer Bruder. 

## Biographie
Wong wurde als sechstes von insgesamt sieben Kindern in Troy geboren. Er ist seitens seiner Mutter holländisch-amerikanischer sowie seitens seines Vaters chinesischer Abstammung. Bereits als er noch ein Baby war, zog die Familie nach Albany, wo sein Vater, William Wong, ein Restaurant betreibt. Im Alter von sieben Jahren ließen sich seine Eltern scheiden, und er zog zusammen mit seiner Mutter Connie Van Yserloo nach Kalifornien. Nach der High School und dem College schlug er sich als Fotograf und Tänzer durch und trat unter anderem in Musikvideos von David Bowie, Janet Jackson und Donna Summer auf.
Im Alter von 22 Jahren erhielt er seine erste Rolle in einem Hong Kong Musical. Nach seinem Auftritt war er noch in einigen unwichtigen TV-Produktionen zu sehen, aber erst mit seiner Gastrolle in der Jugend-Kultserie 21 Jump Street – Tatort Klassenzimmer (1989) erhielt er wesentlich bessere Angebote. Es folgte die Hauptrolle in Wayne Wangs romantischer Komödie Eine Tasse Tee für die Liebe sowie Nebenrollen in New Jack City und China Cry. Seinen Durchbruch schaffte Wong schließlich 1994 mit der Darstellung eines im Exil lebenden politischen Aktivisten für die TV-Produktion Vanishing Son. In Europa schaffte er ebenfalls Anerkennung, und zwar für die Nebenrollen in God’s Army II – Die Prophezeiung und Romeo Must Die.
Er war von 2003 bis 2012 mit der Schauspielerin und Modedesignerin Flora Cheong-leen (張天愛; * 1959) a) aus Hongkong verheiratet und hat eine Tochter mit der Tänzerin Eartha Robinson.

## Filmografie (Auswahl)
- 1985: Musical Dancer
- 1986: Zany Campus
- 1986: Tai-Pan
- 1987: Krieg in Chinatown
- 1989: China White
- 1989: Eine Tasse Tee für die Liebe (Eat a Bowl of Tea)
- 1990: China Cry: A True Story
- 1991: New Jack City
- 1992: Summer Lovers
- 1993: Töchter des Himmels (The Joy Luck Club)
- 1994: Satin Steel
- 1998: God’s Army II – Die Prophezeiung
- 2000: The Tracker
- 2000: Takedown
- 2000: Romeo Must Die
- 2001: Monkey King
- 2004: Twisted – Der erste Verdacht (Twisted)
- 2005: Inside Out
- 2007: Honor
- 2008: Die Mumie: Das Grabmal des Drachenkaisers (The Mummy: Tomb of the Dragon Emperor)
- 2011: Was Frauen wollen 2
- 2013: Hafen der Düfte
- 2021: Clifford der große rote Hund (Clifford the Big Red Dog)

### TV-Auftritte
- 1987: Harry’s Hong Kong
- 1988: C.A.T. Squad – Python Wolf
- 1989: 21 Jump Street – Tatort Klassenzimmer (Fernsehserie)
- 1994: Vanishing Son (I-IV)
- 1995: Vanishing Son (Fernsehserie)
- 2001: The Lost Empire
- 2003: Black Sash (Fernsehserie)
- 2013: Hafen der Düfte (Liebesfilm)
- 2018: Lucifer (Staffel 3 Folge 15)
- 2020: Westworld (Staffel 3)

## Anmerkung
- a) Flora Cheong-leen (chinesisch 張天愛 / 张天爱, Pinyin Zhāng Tiān'ài, Jyutping Zoeng1 Tin1oi3, kantonesisch Cheung Tin-Oi) ist die Tochter des bekannten Hongkonger Geschäftsmann und Politiker Hilton Cheong-leen (張有興 / 张有兴,  Zhāng Yǒuxìng, Jyutping Zoeng1 Jau5hing1; 1922–2022).[2][3][4]